# Cmentarze polskich żołnierzy poległych w wojnie polsko-bolszewickiej

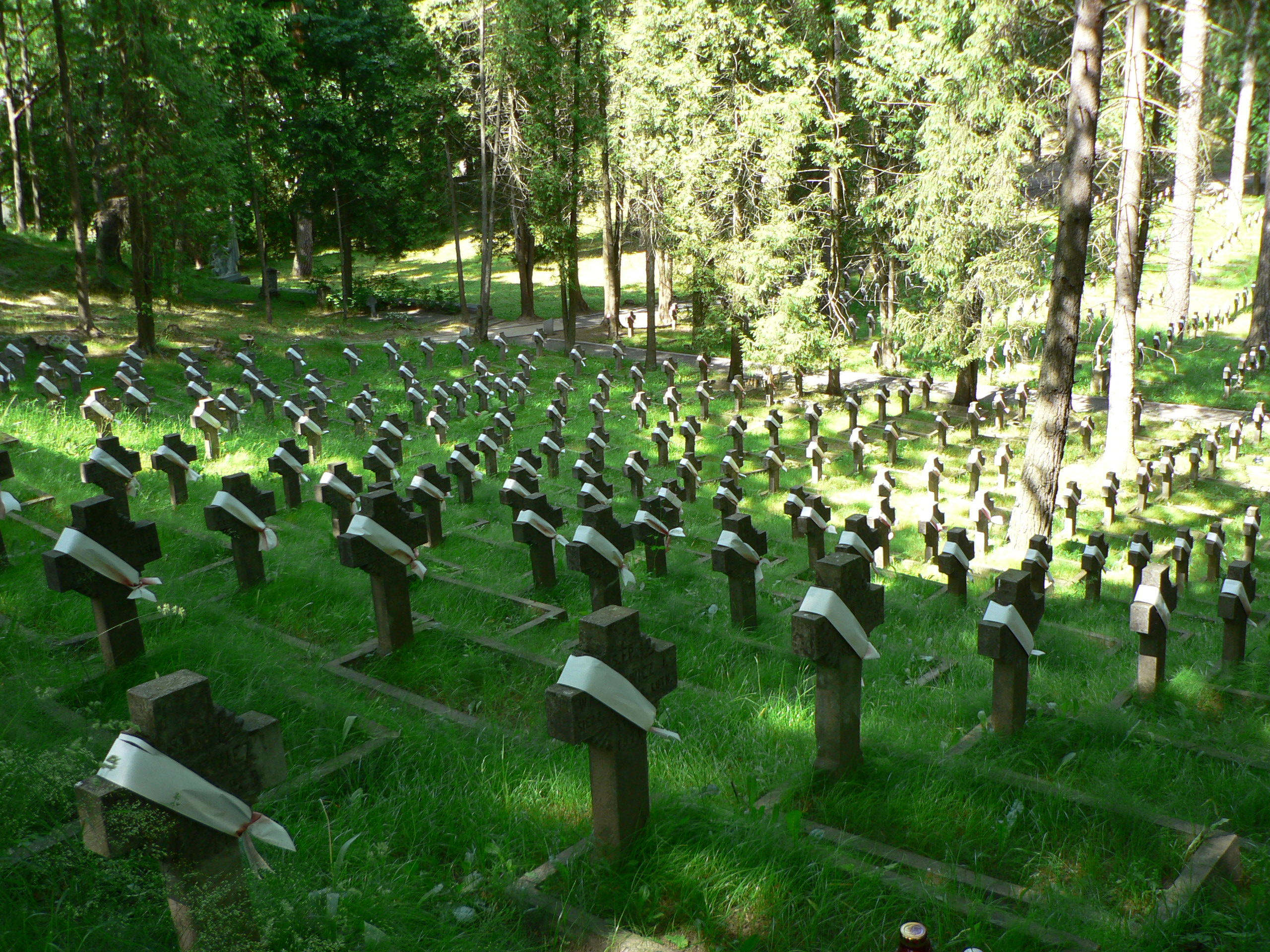
Cmentarz Wojskowy na Antokolu w Wilnie

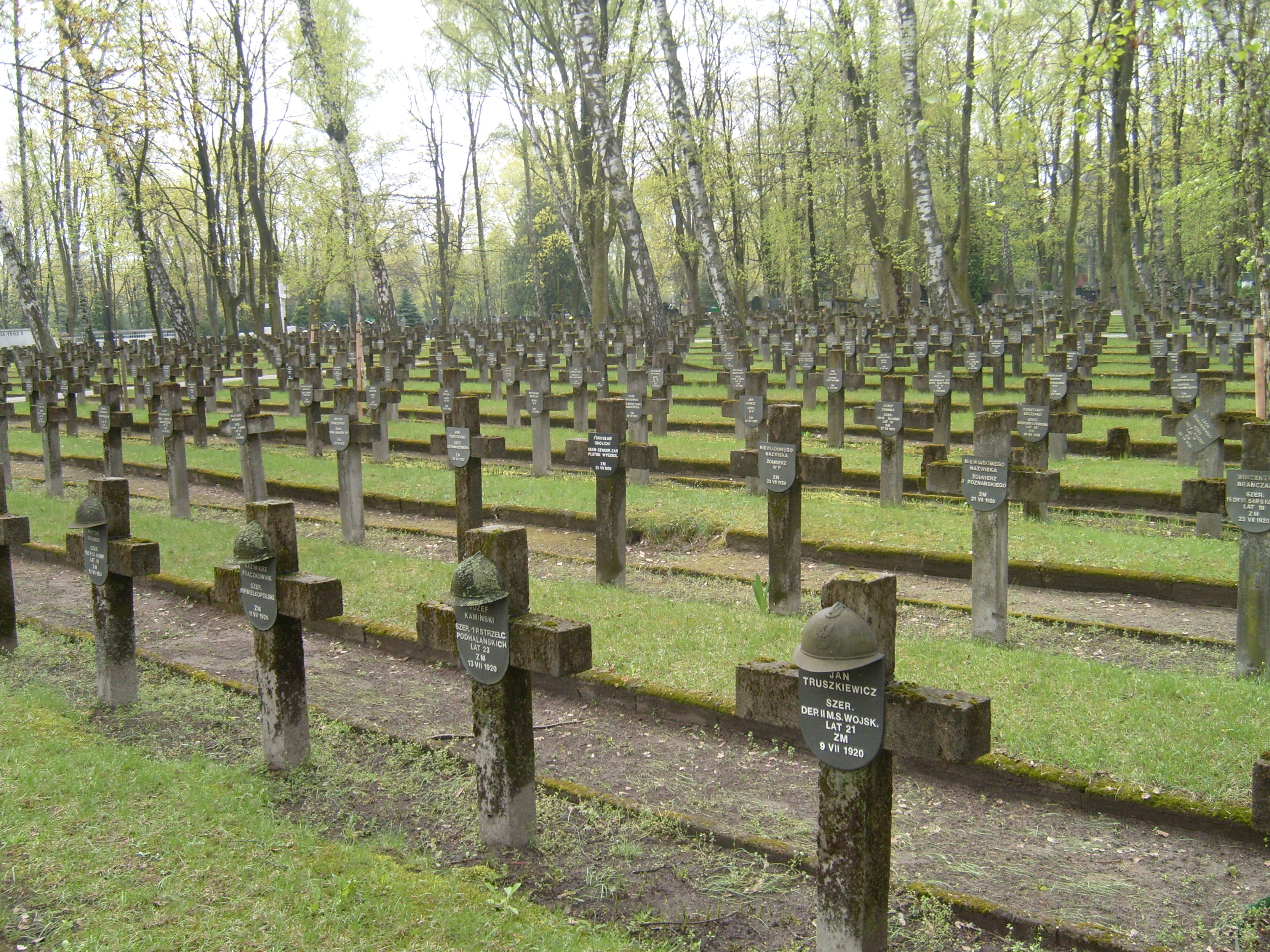
Cmentarz Wojskowy na Powązkach w Warszawie

Cmentarze polskich żołnierzy poległych w wojnie polsko-bolszewickiej – groby, kwatery i cmentarze wojenne z okresu wojny polsko-bolszewickiej, położone na terenie obecnej: Polski, Białorusi, Litwy, Łotwy i Ukrainy. Cmentarze, które po traktacie ryskim, a później po 1939 roku, znalazły się w granicach ZSRR, w wielu przypadkach zostały zdewastowane.

## Polska

### Województwo kujawsko-pomorskie
powiat brodnicki Brodnica; powiat chełmiński Chełmno; powiat Grudziądz Grudziądz; powiat lipnowski Lipno; Skępe; powiat świecki Grupa; Świecie; powiat Toruń Toruń; powiat Włocławek Kwatera wojenna na Cmentarzu Komunalnym we Włocławku i Mogiła zbiorowa Obrońców Wisły we Włocławku; powiat włocławski Mikorzyn

### Województwo lubelskie

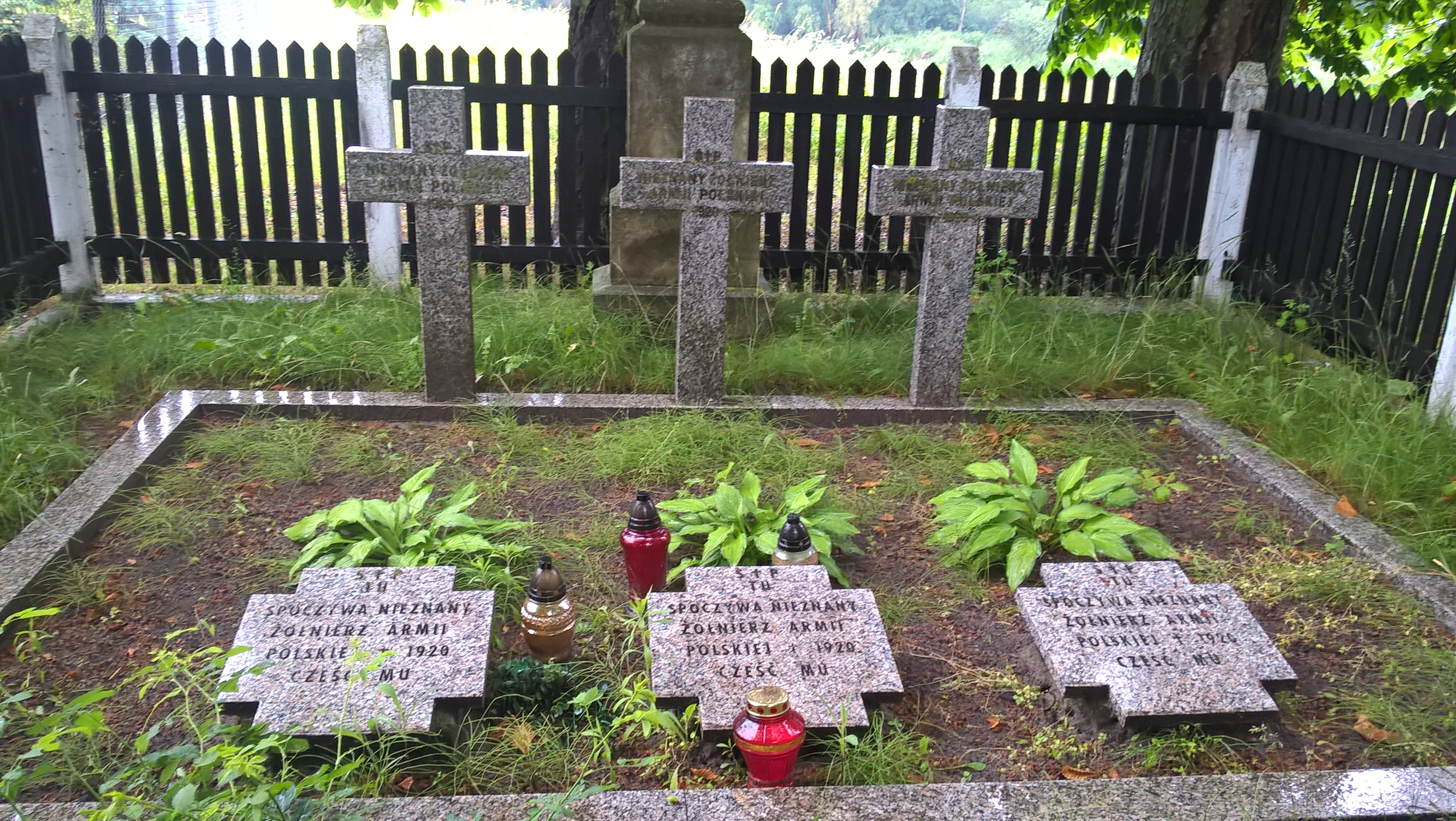
Mogiła trzech żołnierzy polskich w Kuzawce

powiat bialski Bohukały; Elżbiecin; Janów Podlaski; Michalków; Neple; Okczyn; Ostrów; Pratulin; Sławatycze, Stary Bubel; Terespol; Werchliś; powiat chełmski Dorohusk; Dubienka; Turka; powiat hrubieszowski Dołhobyczów; Hrubieszów; Matcze; powiat krasnostawski Krasnystaw; powiat rycki Dęblin; powiat włodawski Kuzawka; Uhrusk; powiat zamojski Cześniki; Horyszów Polski; Komarów-Osada; Wolica Śniatycka

### Województwo łódzkie
powiat łęczycki Łęczyca; powiat Łódź kwatera wojenna na cmentarzu św. Anny w Łodzi, kwatera wojenna na cmentarzu św. Jerzego w Łodzi, mogiły wojenne na Starym Cmentarzu w Łodzi; powiat Piotrków Trybunalski Cmentarz Wojenny w Piotrkowie Trybunalskim, groby na Starym Cmentarzu Rzymskokatolickim w Piotrkowie Trybunalskim; powiat zduńskowolski Zduńska Wola; powiat zgierski Zgierz

### Województwo małopolskie
powiat Kraków Kraków; pow. bocheński: m. Bochnia, Łapanów, Niepołomice; pow. dąbrowski: Szczucin; pow. krakowski: gm. Kocmyrzów-Luborzyca, Świątniki Górne; pow. limanowski: gm. Limanowa, m. Limanowa; m. Nowy Sącz; pow. nowotarski: Nowy Targ; pow. olkuski: Bolesław, Olkusz, Wolbrom; pow. suski: Sucha Beskidzka; m. Tarnów (cmentarz przy ul. Narutowicza i cmentarz wojenny nr 200 Tarnów-Chyszów); pow. tarnowski: Wierzchosławice; pow. tatrzański: Zakopane; pow. wadowicki: Wadowice (cmentarz wojenny nr 473 tzw. cmentarz Narodów i cmentarz parafialny przy ul. MB Fatimskiej); pow. wielicki: Wieliczka

### Województwo mazowieckie
powiat ciechanowski Ciechanów; Grudusk; Kraszewo; Malużyn; Sońsk; powiat grodziski Grodzisk Mazowiecki; powiat legionowski Chotomów; Serock; Wieliszew; Wola Kiełpińska; powiat łosicki Mierzwice Stare; Serpelice; powiat makowski Maków Mazowiecki; powiat miński Okuniew; powiat mławski Dąbrowa; Mława; Strzegowo; Stupsk; Szydłowo; Wyszyny Kościelne; Żurominek; powiat nowodworski Cieksyn; Modlin; Nasielsk; Nowy Dwór Mazowiecki; Pomiechówek; powiat ostrołęcki Myszyniec; Rzekuń; powiat ostrowski Małkinia Górna; powiat otwocki Glinianka; Kołbiel; Wiązowna powiat piaseczyński Prażmów powiat Płock Cmentarz garnizonowy w Płocku, mogiły na Cmentarzu Miejskim w Płocku, mogiła zbiorowa na Cmentarzu na Radziwiu w Płocku, mogiła zbiorowa na Cmentarzu w Trzepowie w Płocku, bratnia mogiła w Płocku; powiat płocki Bulkowo; Daniszewo; powiat płoński Baboszewo; Joniec; Królewo; Płońsk; Nowe Miasto; Sochocin; Stara Wrona; powiat pułtuski Klukowo; Prusinowice; Pułtusk; Sadykierz; powiat przasnyski Chorzele; Krzynowłoga Wielka; powiat Warszawa Cmentarz wojskowy na Powązkach w Warszawie, mogiły na Cmentarzu Powązkowskim w Warszawie, groby wojenne na Cmentarzu Bródnowskim w Warszawie, mogiły wojenne na Cmentarzu Ewangelicko-Augsburskim w Warszawie, mogiły wojenne na Cmentarzu Ewangelicko-Reformowanym w Warszawie, groby wojenne na Cmentarzu Żydowskim w Warszawie; powiat warszawski zachodni Błonie; powiat węgrowski Węgrów; powiat wołomiński Kobyłka; Marki; Ossów; Radzymin; Tłuszcz; Ząbki; powiat wyszkowski Brańszczyk; Trzcianka; Wyszków; powiat żyrardowski Żyrardów

### Województwo podkarpackie
powiat lubaczowski Lubaczów; powiat przemyski Przemyśl

### Województwo podlaskie
powiat augustowski Rygałówka; powiat białostocki Czarna Białostocka; Hieronimowo; Hołówki Duże; Juchnowiec Kościelny; Łapy; Niewodnica Kościelna; Supraśl; Suraż; Turośń Kościelna; Uhowo; Wasilków; Zawady; Złotoria-Kolonia; powiat Białystok Cmentarz Wojskowy w Białymstoku, kwatera wojenna na Cmentarzu Farnym w Białymstoku, kwatera wojenna na Cmentarzu Miejskim przy ul. Wysockiego w Białymstoku, grób na Cmentarzu Żydowskim w Białymstoku, mogiła żołnierska przy ul. Jana Pawła II w Białymstoku, mogiła żołnierska na Cmentarzu Katolicko-Prawosławnym przy ul. Grzybowskiego w Białymstoku; powiat bielski Brańsk; Brzeźnica; Koszewo; Piliki; powiat hajnowski Białowieża; Czeremcha; Hajnówka; powiat kolneński Czerwone; Grabowo; Kolno; powiat łomżyński Czartoria; Łomża; Miastkowo; Nowogród; Śniadowo; powiat sejneński Berżniki; powiat siemiatycki Dołubowo; Niemirów; Siemiatycze; powiat sokólski Klimówka; Korycin; Krynki; Kuźnica; Mieleszkowce Pawłowickie; Nowy Dwór; Sokółka; powiat Suwałki Suwałki; powiat wysokomazowiecki Ciechanowiec; Wysokie Mazowieckie; powiat zambrowski Kołaki Kościelne; Paproć Duża; Sanie-Dąb; Szumowo

### Województwo śląskie
powiat będziński Będzin; powiat Częstochowa Częstochowa; powiat zawierciański Zawiercie

### Województwo warmińsko-mazurskie
powiat działdowski Działdowo; Lidzbark

### Województwo wielkopolskie
powiat chodzieski Margonin; powiat gostyniński Pogorzela; powiat pleszewski Dobrzyca; powiat Poznań Poznań; powiat poznański Białężyn; powiat słupecki Graboszewo

## Białoruś

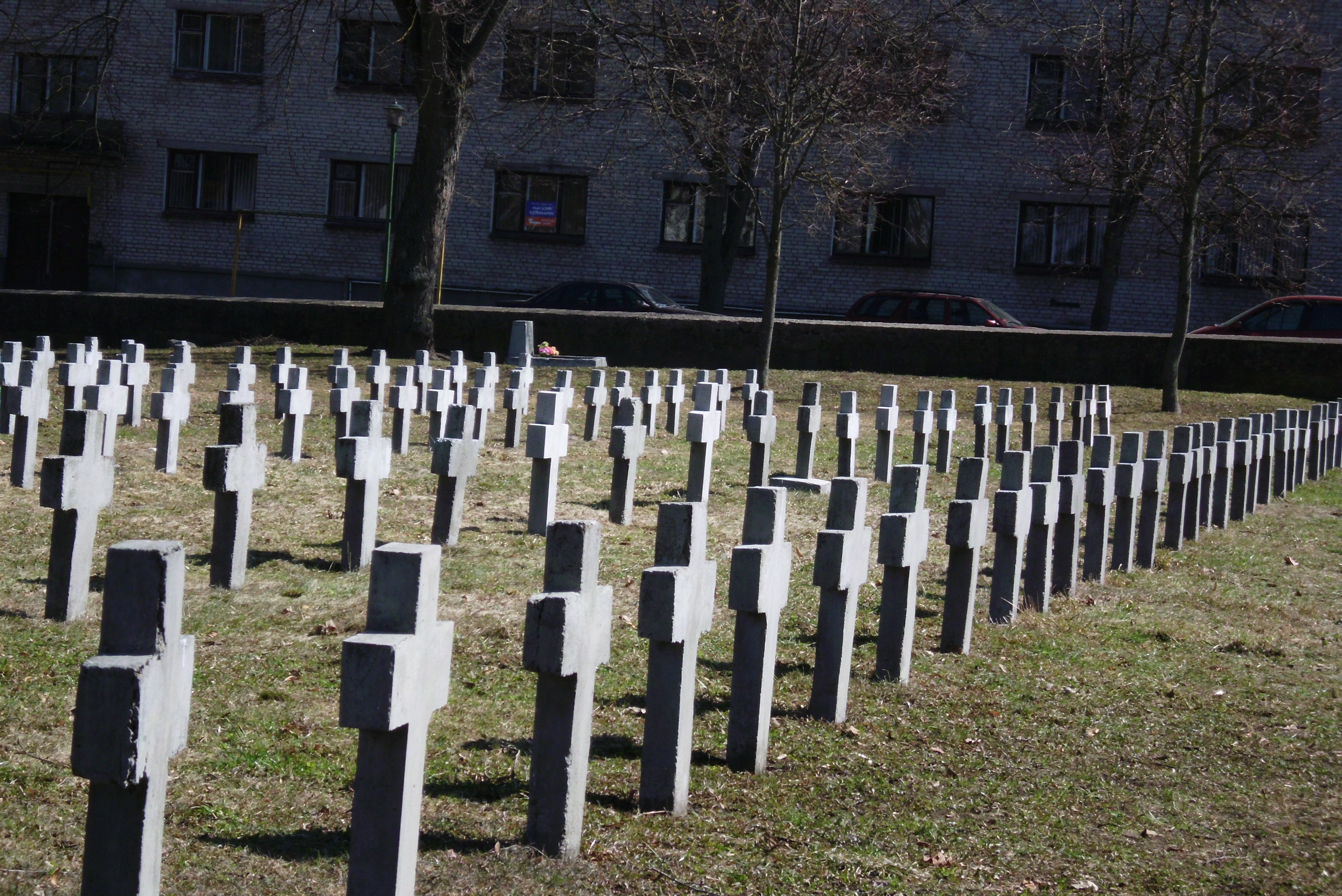
Kwatera polska na cmentarzu wojskowym w Grodnie

### Obwód brzeski
rejon baranowicki Berezówka; rejon brzeski Cmentarz rzymskokatolicki w Brześciu, Polski Cmentarz Wojskowy w Brześciu; Czernawczyce; rejon kobryński Kobryń; rejon lachowicki Swojatycze; rejon łuniniecki Łuniniec; rejon piński Łohiszyn; Porzecze; rejon prużański Prużany; Różana

### Obwód grodzieński
rejon brzostowicki Brzostowica Mała; Gieniusze; Jodkiewicze; Makarowce; rejon grodzieński cmentarz wojskowy w Grodnie, kwatera wojenna na cmentarzu farnym w Grodnie, mogiła zbiorowa na Cmentarzu Franciszkańskim na Zaniemniu w Grodnie ; Indura; Kwasówka; Odelsk; Sopoćkinie; rejon iwiejski Sobotniki; rejon korelicki Mir; rejon lidzki Brzozówka; Lida; rejon mostowski Łunna; Mosty; rejon ostrowiecki Bystrzyca Nadwilejska; Worniany; rejon oszmianski Holszany; Oszmiana; rejon słonimski Słonim; rejon smorgoński Smorgonie; Żodziszki; rejon szczuczyński Feliksowo; Szczuczyn; rejon wołkowyski Roś; Wołkowysk; Wołpa; rejon zdzięciołski Rędzinowszczyzna

### Obwód miński
rejon miadziołski Krzywicze; Kobylnik; Miadzioł; Nowosiółki; rejon mołodeczański Radoszkowice; rejon nieświeski Nieśwież; Użanka; rejon stołpecki Nowy Świerzeń; Rubieżewicze; Stołpce; rejon wilejski Dołhinów; Kurzeniec; Wilejka

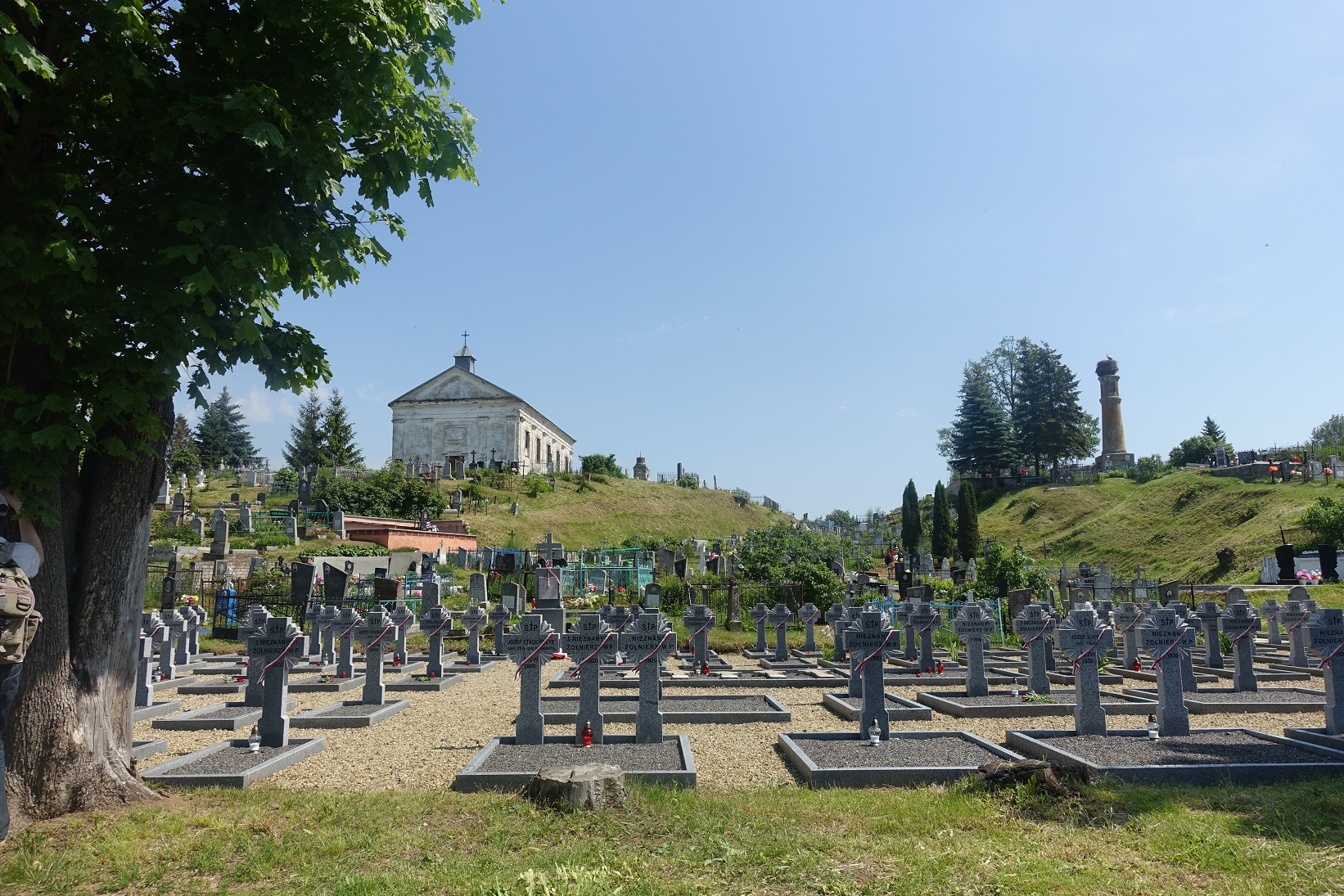
Kwatera polskich żołnierzy poległych w wojnie polsko-bolszewickiej na cmentarzu w Głębokiem

### Obwód mohylewski
rejon bobrujski Bobrujsk

### Obwód witebski
rejon brasławski Brasław; rejon dokszycki Czeczuki; Dokszyce; Królewszczyzna; Wołkołata; rejon głębocki Głębokie; Podświle; Słobódka; Zadoroże; rejon lepelski Lepel; rejon miorski Draguny; Jazno; Miory; rejon postawski Falewicze-Buraki; Łyntupy; Duniłowicze; Postawy; rejon szarkowszczyński Hermanowicze; Łużki

## Litwa

### Okręg olicki
rejon druskienicki Druskieniki; rejon orański Orany

### Okręg tauroski
rejon jurborski Skirstymoń

### Okręg wileński
rejon święciańki Powiewiórka; rejon trocki Stare Troki; Troki; rejon Wilno groby na cmentarzu Bernardyńskim w Wilnie, Cmentarz Wojskowy Antokolski w Wilnie; rejon wileński Niemenczyn; Mejszagoła

### Okręg uciański
rejon ignaliński Dukszty; rejon jezioroski Bohdaniszki

## Łotwa

### Powiat Dyneburg
Cmentarz na Słobudce w Dyneburgu, groby na Cmentarzu Rzymskokatolickim i Luterańskim w Dyneburgu; Laucesa; Demene; Juzefova; Pirmie Peski; Jancišķi; Višķi

### Powiat Krasław
Ezernieki; Krasław

## Ukraina

### Obwód iwanofrankowski
rejon iwanofrankowski Iwano-Frankiwsk; rejon kołomyjski Kołomyja

### Obwód Kijów
Kwatera wojenna na cmentarzu Bajkowa w Kijowie

### Obwód lwowski
rejon buski Zadwórze

### Obwód równieński
rejon bereźneński Poliany; rejon dąbrowicki Bereźnica; rejon dubieński Tarakanów; rejon korzecki Korzec; rejon młynowski Zdołbunów; rejon ostrogski Ostróg; rejon rokitnowski Rokitno; rejon równieński Równe

### Obwód tarnopolski
rejon czortkowski Czortków; rejon krzemieniecki Komnatka

### Obwód winnicki
rejon barski Bar; rejon żmeryński Braiłów

### Obwód wołyński
rejon łucki Łuck; rejon maniewicki Cminy; Jeziorna; rejon turzyski Turzysk

### Obwód żytomierski
rejon baranowski Rudnia Baranowska; rejon nowogradzko-wołyński Susły